# Scartelaos histophorus
Scartelaos histophorus es una especie de peces de la familia de los Gobiidae en el orden de los Perciformes.

## Morfología
Los machos pueden llegar a alcanzar los 14 cm de longitud total.

## Hábitat
Es un pez de  clima tropical y demersal.

## Distribución geográfica
Se encuentra desde el Pakistán hasta el Japón y Australia, incluyendo la zona de  mareas de agua dulce del río Mekong.

## Observaciones
Es inofensivo para los humanos. 